# (77856) Noblitt
(77856) Noblitt est un astéroïde de la ceinture principale.

## Description
(77856) Noblitt est un astéroïde de la ceinture principale. Il fut découvert le 11 septembre 2001 à Terre Haute par Chris Wolfe. Il présente une orbite caractérisée par un demi-grand axe de 2,64 UA, une excentricité de 0,12 et une inclinaison de 12,7° par rapport à l'écliptique.

## Compléments